# Vellumnus minabensis
Vellumnus minabensis is een krabbensoort uit de familie van de Pilumnidae. De wetenschappelijke naam van de soort is voor het eerst geldig gepubliceerd in 1969 door Sakai.